# Christina Crawford (worstelaarster)
Christina Crawford (Ponte Vedra Beach, 17 oktober 1988) is een Amerikaans professioneel worstelaarster die werkzaam was bij WWE als Caylee Turner.

## Carrière

### World Wrestling Entertainment/WWE (2010-2012)
In juni 2010 ondertekende Crawford een contract met de World Wrestling Entertainment (WWE) en werd naar de Florida Championship Wrestling (FCW), een WWE-opleidingscentrum, verwezen om te trainen. Op 20 november 2010 debuteerde ze, onder de ringnaam Caylee Turner, op FCW, vormde in een '6-women tag team match' met Aksana en Rosa Mendes een trio en werden verslagen door het trio AJ Lee, Kaitlyn en Naomi Night. Op 17 december 2010 won ze voor de eerste keer een FCW-match nadat ze met Kaitlyn in een tag team match AJ Lee en Aksana versloegen. 
In 2011 nam Crawford deel aan het terugkerende seizoen van de WWE-televisieprogramma, WWE Tough Enough. Tijdens het seizoen werd Crawford opgeleid en getraind door drie professionele worsteltrainers, Trish Stratus, Bill DeMott en Booker T. Tijdens de aflevering van 23 mei 2011 werd Crawford door de gastheer Stone Cold Steve Austin naar huis gestuurd.
Na haar Tough Enough-deelname keerde ze terug naar de FCW om verder te trainen. Een jaar later, op 29 juni 2012, behaalde ze voor het eerst in haar worstelcarrière een worstelkampioenschap door het FCW Divas Championship te winnen van Raquel Diaz en tevens de laatste kampioene nadat de WWE besliste om alle FCW-titels op te bergen. Dit werd veroorzaakt door de WWE die in augustus 2012 de FCW Wrestling van naam veranderde in NXT Wrestling. Op 14 augustus 2012 werd ze vrijgegeven van haar WWE-contract.

## Prestaties
- Florida Championship Wrestling
  - FCW Divas Championship (1 keer)

## Persoonlijk leven
Crawford heeft een oudere zus, Victoria Crawford (beter bekend als Alicia Fox), die ook een WWE-worstelaarster is.